# آن بي. سويت
آن بي. سويت (بالإسبانية: Anni B Sweet) (و. 1987  م) هي مغنية، وكاتبة أغاني إسبانية، ولدت في فوينخيرولا، تستخدم آلات قيثارة.

## روابط خارجية
- آن بي. سويت على موقع ميوزك برينز (الإنجليزية)
- آن بي. سويت على موقع أول ميوزيك (الإنجليزية)
- آن بي. سويت على موقع ديسكوغز (الإنجليزية)